# تيري ديلون
تيري ديلون (بالإنجليزية: Terry Dillon)‏ هو لاعب كرة قدم أمريكية أمريكي، ولد في 18 أغسطس 1941 في وكيشا في الولايات المتحدة، وتوفي في 28 مايو 1964 في ميسولا في الولايات المتحدة بسبب غرق.